# Planta hidroeléctrica de Buksefjord
La Planta Hidroeléctrica de Buksefjord fue la primera y mayor planta hidroeléctrica de Groenlandia. La construcción de esta se hizo oficial en 1993 y, de manera poco convencional, la central eléctrica está situada 600 metros dentro de una montaña y consta de 14 kilómetros de túneles. El embalse superior, el lago Kang, está situado a 249 metros sobre el nivel del mar en Buksefjord. Debido a la represa y la entrada profunda, tiene un volumen efectivo total de 1,9 kilómetros cúbicos, que es seis veces más que el consumo anual de agua de la planta. Desde el lago, un túnel de presión de entrada de 10,5 kilómetros de largo desciende hasta la planta.
Originalmente, la planta tenía dos turbinas que producían 15 MW. En 2008 se instaló una tercera turbina, por lo que se vio incrementada la potencia de la planta a 45 MW. La energía generada es transferida por una línea eléctrica de alto voltaje llamada Ameralik. Esta planta es la que proporciona toda la energía que necesita Nuuk, capital de Groenlandia, para llevar a cabo sus actividades cotidianas.